# Baho
Baho (tiếng Catalunya: Baó) là một xã thuộc tỉnh Pyrénées-Orientales trong vùng Occitanie phía nam Pháp. Xã này nằm ở khu vực có độ cao trung bình 39 mét trên mực nước biển.

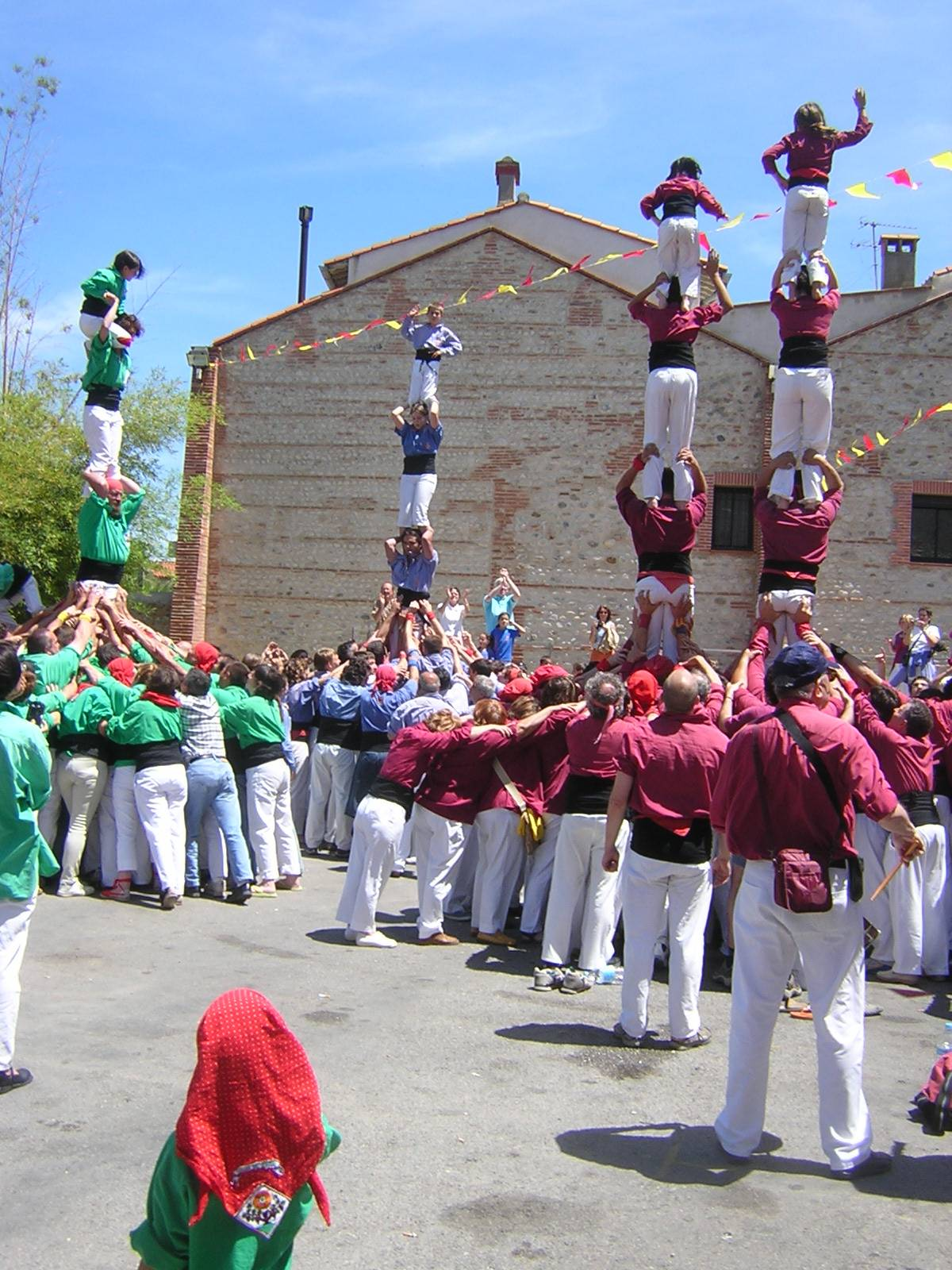
Trobada castellera tại Baho

Baho có một pháo đào cổ.